# Zbigniew Paradowski
Zbigniew Paradowski (ur. 4 lipca 1932 w Stołpcach) – polski wioślarz, olimpijczyk z Melbourne (1956), działacz sportowy. Pełnił funkcję przewodniczącego Klubu Olimpijczyka w Siedlcach.

## Życiorys
Ukończył Liceum Ziemi Kujawskiej we Włocławku, a następnie Wyższą Szkołę Rolniczą we Wrocławiu, zdobywając zawód lekarza weterynarii.
Wioślarstwo rozpoczął trenować w roku 1950 w klubie WTW Włocławek. Następnie w latach 1951–1957 reprezentował AZS Wrocław, gdzie jego trenerem był Zbigniew Schwarzer.

## Osiągnięcia sportowe
- 12 razy był mistrzem Polski (konkurencje długo wiosłowe);
- 1956 – 4. miejsce podczas Mistrzostw Europy w Bledzie (czwórki bez sternika, w osadzie razem ze Szczepanem Grajczykiem, Kazimierzem Błasińskim, Marianem Nietupskim);
- 1956 – uczestnik Igrzysk Olimpijskich w Melbourne, w osadzie razem ze Szczepanem Grajczykiem, Kazimierzem Błasińskim, Marianem Nietupskim – czwórki bez sternika odpadły z konkurencji – po 2. miejscu w przedbiegach (6:46.3), a następnie 4. miejscu w półfinałach (8:32.0).

Wchodził w skład reprezentacyjnej osady czwórek bez sternika.

## Wyróżnienie i medale
- Mistrz Sportu;
- Krzyż Kawalerski Orderu Odrodzenia Polski;
- Srebrny Krzyż Zasługi.